# Pátria
Pátria är Östtimors nationalsång. Den är komponerad av Afonso de Araujo och texten är skriven av Francisco Borja da Costa.

## Portugisisk text
Pátria, Pátria, Timor-Leste, nossa Nação. 

Glória ao povo e aos heróis da nossa libertação.

Pátria, Pátria, Timor-Leste, nossa Nação. 

Glória ao povo e aos heróis da nossa libertação.

Vencemos o colonialismo, gritamos:

abaixo o imperialismo. 

Terra livre, povo livre, 

não, não, não à exploração. 

Avante unidos firmes e decididos.

Na luta contra o imperialismo

o inimigo dos povos, até à vitória final.

Pelo caminho da revolução.